# Jerzy Zabielski
Jerzy Feliks Zabielski (28 de marzo de 1897-19 de noviembre de 1958) fue un deportista polaco que compitió en esgrima, especialista en la modalidad de sable. Participó en dos Juegos Olímpicos de Verano en los años 1924 y 1928, obteniendo una medalla de bronce en Ámsterdam 1928 en la prueba por equipos.

## Palmarés internacional
| Juegos Olímpicos | Juegos Olímpicos         | Juegos Olímpicos  | Juegos Olímpicos  |
| Año              | Lugar                    | Medalla           | Prueba            |
| ---------------- | ------------------------ | ----------------- | ----------------- |
| 1928             | Ámsterdam (Países Bajos) | Medalla de bronce | Sable por equipos |